# Najib Zerouali Ouariti
Pour les articles homonymes, voir Ouariti.
Najib Zerouali Ouariti (arabe : نجيب الزروالي الواريتي ; né le 15 mai 1950 à Fès) est un homme politique marocain du parti du Rassemblement national des indépendants. Il a occupé le poste de ministre de la Modernisation du secteur public au sein du cabinet de Driss Jettou, et de ministre de l'Enseignement supérieur et de la Recherche scientifique dans le cabinet de Abderrahmane Youssoufi,. Entre 2006 et 2013, il a été ambassadeur du Maroc en Tunisie.
Zerouali Ouariti est un médecin et un chirurgien. Il a été directeur de l'école de médecine de Casablanca.